# Hongseong
Hongseong (Hongseong-gun) es un condado de Corea del Sur, y la capital de la provincia de Chungcheong del Sur. El actual gobernador es Kim Seok-hwan. El nombre original de esta ciudad es Hongju.

## Símbolos
- La bandera representa la Puerta de Joyang junto con la línea de la costa oeste.
- La flor de la región es la forsitia, que simboliza la calidez y la bondad en los corazones de la gente de Hongseong.
- El árbol de la región es el zelkova, que es conocido por proporcionar mucha sombra. Esto simboliza la lealtad y el patriotismo de la gente de Hongseong.
- El pájaro de la región es la urraca, que también es el pájaro nacional de Corea. Simboliza la buena suerte, las buenas noticias y la esperanza.

## Población
| Distrito Administrativo | Hombres | Mujeres | Total  | Porcentaje |
| ----------------------- | ------- | ------- | ------ | ---------- |
| Hongseongeup            | 21,370  | 21,799  | 43,169 | 49.09%     |
| Gwangcheoneup           | 5,547   | 5,477   | 11,024 | 12.53%     |
| Hongbukmyeon            | 2,312   | 2,280   | 4,592  | 5.22%      |
| Gummamyeo               | 1,949   | 1,934   | 3,883  | 4.42%      |
| Hongdongmyeo            | 1,968   | 1,873   | 3,841  | 4.37%      |
| Janggokmyeon            | 1,723   | 1,790   | 3,513  | 3.99%      |
| Eunhamyeo               | 1,438   | 1,430   | 2,868  | 3.26%      |
| Gyeolseongmyeon         | 1,268   | 1,282   | 2,550  | 2.90%      |
| Seobumyeon              | 1,824   | 2,027   | 3,851  | 4.38%      |
| Galsanmyeon             | 2,105   | 2,102   | 4,207  | 4.78%      |
| Guhangmyeon             | 2,279   | 2,170   | 4,449  | 5.06%      |
| Total                   | 43,783  | 44,164  | 87,947 | 100%       |

## Los bienes culturales
En Hongseong, una gran estatua de Buda está grabada en una roca sobresaliente con forma de santuario. En general, el tocado es sólido y la integridad se muestra en la cara, pero la estatua está desequilibrada por su pérdida de volumen hacia el fondo.
Sitio atribuido a Choe Yeong:
- Gibongsa: en Noeunli, santuario que fue reconstruido en 1995; sitio de un servicio conmemorativo cada otoño para consolar el alma del General Yeong

Sitios atribuidos a Seong Sammun:
- Tumba del Maestro Seong Sammum: en Noeunli, donde vivía la familia de su madre y donde nació; anteriormente una sala de conferencias cerrada en 1676.
- Piedra conmemorativa del maestro Seong Sammum: en Noeunli, casa de preservación de la piedra conmemorativa grabada de Yuheobi.
- Noeundan: en Noeunri, sitio de servicio conmemorativo realizado cada 10 de octubre; tiene las lápidas ancestrales de Seong Sammun

Sitios atribuidos a Han Yong-un:
- Lugar de nacimiento de Manhae, Han Yongwun: un monumento en Gyeolseongmyeon.
- Santuario de Manhaesa: en Hongbukmyeon, construido para albergar su retrato.
- Estatua de Manhae, Han Yongwun: en Namjangli, construida para establecer su trabajo como una indicación del espíritu nacional
- Manhae, Salón de la Experiencia Cultural Han Yongwun: en Gyeolseongmyeon, construido en 2007 frente a su lugar de nacimiento para conmemorar su espíritu y filosofía.

Sitios atribuidos a Kim Jwajin:
- Lugar de nacimiento del General Kim Jwajin: en el Parque Paekya en Galsanmyeon, donde nació y se crio; la restauración comenzó en 1991
- Piedra conmemorativa para rendir homenaje a la memoria del General Kim Jwajin: en Galsanmyeon, describe sus logros; construida en 1949
- Estatua del General Kim Jwajin: en Goamli, articula su logro cuando aniquiló un ejército japonés a los 31 años de edad
- Baekyasa: en Galsanmyeon, santuario donde se celebra el servicio durante el festival de Baekya cada 25 de octubre.

## Festivales
Festival del berberecho de Namdangli: Las características topográficas de la costa de la zona de Hongseong, en particular la zona de la bahía de Cheonsu, permiten obtener muchos berberechos de huevo. Los berberechos de huevo tienen un sabor único y no son fáciles de comer en las zonas urbanas. Por estas razones, el festival se convirtió gradualmente en un éxito. Sin embargo, un derrame de petróleo en los alrededores de Taean dificultó la celebración de este festival recientemente. Hongseong no sufrió daños directos por el derrame de petróleo. El condado se llevó a cabo como anfitrión el 16 de enero de 2008.
Festival Naepo: Iniciado en 2004, este festival honra la cultura Naepo en todo Hongseong en el mes de octubre. Representa la lealtad de la cultura del pueblo de Hongseong. Incluye muchas competiciones y actuaciones en conmemoración del General Choe Yeong y de aquellos que sacrificaron sus vidas en la batalla del castillo de Hongju.
Festival de la victoria del General Kim: Este festival se celebra cada octubre en el lugar de nacimiento y el santuario del General Kim Jwa-jin para conmemorar su victoria en Cheongsanli. Los espectáculos incluyen el baile de máscaras de Bongsan, la actuación de pungmul, eventos de la escuela militar, degustación de makgeolli, y más.